# The Best of Black Sabbath
Pour les articles homonymes, voir Best of.

The Best Of Black Sabbath est une compilation du groupe heavy metal britannique Black Sabbath, sortie en 2000. 

## Historique
Ses 32 chansons sont présentées chronologiquement à partir des 11 premiers albums du groupe, couvrant les années 1970 à 1983. La série classique de six albums du groupe, de 1970 avec l'album Black Sabbath à 1975 avec Sabotage, est célébrée avec trois à six chansons de chaque album. Les deux derniers albums du chanteur original Ozzy Osbourne avec le groupe, Technical Ecstasy en 1976 et Never Say Die! en 1978, sont respectivement représentés par une et deux chansons. Le remplacement de Ozzy Osbourne pour Ronnie James Dio au début de l'année 1980 à la tête du groupe sur deux albums est reconnu avec la chanson titre de l'album Heaven and Hell et aussi une chanson de The Mob Rules de 1981. La compilation se termine par une chanson de la tentative de renaissance de 1983, Born Again, le seul avec l'ancien chanteur de Deep Purple Ian Gillan avec le groupe. Cette compilation n'inclut aucun matériel ultérieur avec les chanteurs Glenn Hughes (Seventh Star de 1986), Tony Martin (1986–96) ou le retour de Dio (Dehumanizer de 1992).
Comme cet album de compilation est publié par un label non associé à Black Sabbath ou à leur direction, il n'est pas considéré comme une sortie officielle de Black Sabbath et ne figure pas dans leur catalogue officiel. Il y a eu environ une demi-douzaine de compilations publiées tout au long de la carrière du groupe intitulées The Best of Black Sabbath. Aucun d'entre eux n'est considéré une sortie officielle du groupe.

## Contenu de l'album

### CD1
1. Black Sabbath
2. The Wizzard
3. N.I.B.
4. Evil Woman
5. Wicked World
6. War Pigs
7. Paranoid
8. Planet Caravan
9. Iron Man
10. Electric Funeral
11. Fairies Wear Boots
12. Sweet Leaf
13. Embryo
14. Children Of The Grave
15. Lord Of This World
16. Into The Void

### CD2
1. Tomorrow's Dream
2. Supernaut
3. Snowblind
4. Sabbath Bloody Sabbath
5. Killing Yourself To Live
6. Spiral Architect
7. Hole In The Sky
8. Don't Start
9. Symptom Of The Universe
10. Am I Going Insane (Radio)
11. Dirty Women
12. Never Say Die
13. Hard Road
14. Heaven And Hell
15. Turn Up The Night
16. The Dark/Zero The Hero

## Musiciens Époque I
- Ozzy Osbourne : Chant, harmonica
- Tony Iommi : Guitare, (piano, synthétiseur Disque deux chanson # 10 Am I Going Insane (Radio))
- Geezer Butler : Basse
- Bill Ward : Batterie

## Musiciens Époque II
N B : Disque deux chanson # 14 Heaven and Hell :
- Ronnie James Dio : Chant
- Tony Iommi : Guitare
- Geezer Butler : Basse
- Vinni Appice : Batterie

## Musiciens Époque III
N B : Disque deux chanson # 16 The Dark/Zero the Hero :
- Ian Gillan : Chant
- Tony Iommi : Guitare
- Geezer Butler : Basse
- Bill Ward : Batterie